# 282년

## 연호
- 서진(西晉) 태강(太康) 3년

## 기년
- 서진(西晉) 무제(武帝) 18년
- 신라(新羅) 미추 이사금(味鄒泥師今) 21년
- 고구려(高句麗) 서천왕(西川王) 13년
- 백제(百濟) 고이왕(古爾王) 49년

## 사망
조위와 서진의 명신 가충